# وجنات الرهبيني
وجنات الرهبيني (13 مايو 1951 -)، ممثلة سعودية.

## عن حياتها
ولدت ونشأت في مدينة جدة ويعود أصلها إلى مدينة المحلة الكبرى في مصر لكن جدها استقر في مكة، تعتبر من أوائل الممثلات السعوديات حيث بدأت في عام 1978 خلال مسلسل بعنوان «قناديل رمضان» مع الفنان أحمد قنديل. واستمرت بالعمل الفني خلال الأعمال الإذاعية والتلفزيونية. شاركت في السينما خلال فيلم «شعلة لا تنطفئ»، اشتهرت خلال سهرة تلفزيونية حملت عنوان «الإيدز» مع الفنان عبد الله السدحان وناصر القصبي وذلك عام 1985، ثم شاركت في مسلسل طاش ما طاش بموسمه السادس واشتهرت بشخصية «أم علي»، استمرت بالعمل الفني بعملها بالعديد من الأعمال الفنية مابين السعودية ودول الخليج.

## أعمالها

### المسلسلات
- 1978: قناديل رمضان.
- 1978: بائع الأكاذيب.
- 1997: إلى من يهمه الأمر.
- 1998 - 2009: طاش ما طاش.
- 2000: خلف خلاف.
- 2001: عائلة خاصة جدأ.
- 2001: إلى من يهمه الأمر.
- 2001: قلوب من ورق.
- 2001: حكاية على جدران الزمن.
- 2002: وينك يا درب الغنيمة.
- 2002: عائليات.
- 2004: أبو العصافير.
- 2005: عندما تغيب الحقيقة.
- 2005: أخواني أخواتي.
- 2006: ماكو فكة.
- 2008: دار الزمن.
- 2008: يا ناس يا هوه.
- 2010: بيني وبينك - الجزء الرابع.
- 2012: سكتم بكتم - الجزء الثالث.
- 2012: حبر العيون.
- 2012: طيش عيال - رسوم متحركة.
- 2012: ألو مرحبا.
- 2013: أبو الملايين.
- 2016: حارة الشيخ.
- 2017: سناب شاف.
- 2019: سريع سريع.
- 2020: مليار ريال.
- 2020: بركات.
- 2021: وش تبي بس ضيفة الحلقات
- 2022:شباب البومب 10 ضيفة حلقة
- 2023: طاش العودة.
- 2023: قرت عينك.[4]

### الأفلام
- شعلة لا تنطفئ.

## روابط خارجية
- وجنات الرهبيني على موقع قاعدة بيانات الأفلام العربية